# Tubipora syringa
Tubipora syringa is een zachte koraalsoort uit de familie Tubiporidae. De koraalsoort komt uit het geslacht Tubipora. Tubipora syringa werd in 1846 voor het eerst wetenschappelijk beschreven door Dana. 